# 纪尧姆·杜布瓦

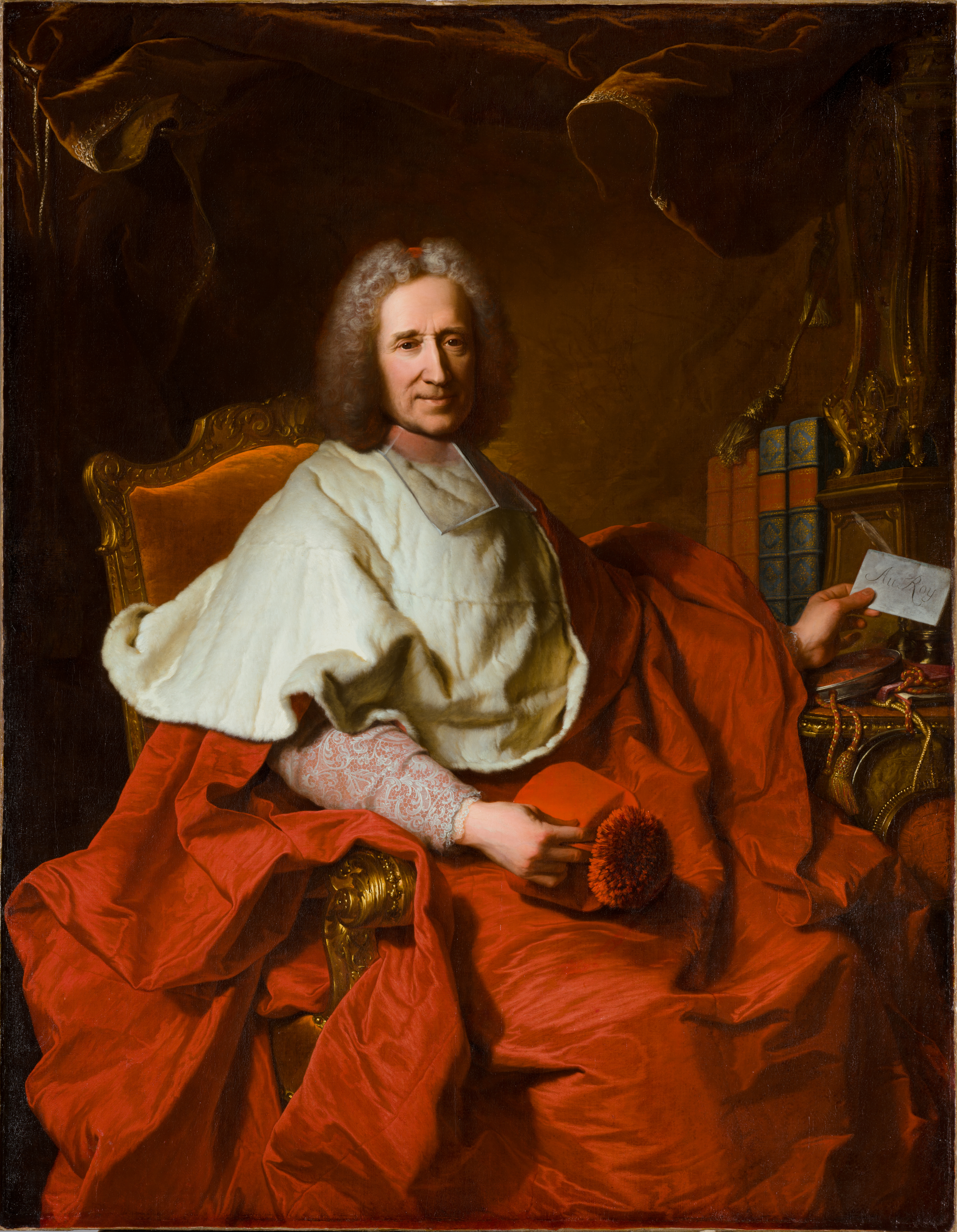
纪尧姆·杜布瓦

纪尧姆·杜布瓦（法語：Guillaume Dubois，1656年9月6日—1723年8月10日），法国枢机，政治家。奥尔良公爵菲利普二世摄政时代的首席大臣，英法同盟的缔造者。
杜布瓦生于利穆赞的布里夫拉盖亚尔德，曾任夏特爾公爵菲力（後來的奧爾良公爵兼法國攝政王）的家庭教師，他慫恿學生做一些喪德敗行之事，以便能更輕易地操縱他，還教他對一切都不要相信，也不要信任任何人，這些說教敗壞了奧爾良公爵的品德。
雖然杜布瓦本人頗有（靈活的）頭腦，兼具才智與毅力，但其奸詐和腐化在法國無與倫比，奧爾良公爵的母親曾說他是「一個騙子、從未有過的超級無賴」。
1715年菲力攝政一骰，杜布瓦就當上了國務顧問。他與英國進行秘密談判，建構了一個反對西班牙的四國同盟，在四國同盟戰爭中挫敗了西班牙大使賽拉馬爾的陰謀。外交上取得成功的同時，他又成為康布雷大主教（1720年）、樞機主教（1721年）和首相（1722年）。當他被提名為法國教士大會主席時，他的醜行也終於達到了登峰造極的地步。
杜布瓦死於1723年8月，他曾從英王喬治一世那裡秘密領取10萬金埃居的津貼，愛國者批評說：「與其說他是法國攝政王的大臣，不如說他是英王的大臣。」